# I. Hugó ciprusi király
I. Hugó (1193/94 – Tripolisz, Tripoliszi Grófság, 1218. január 10.), görögül: Ούγος Α' της Κύπρου/των Λουζινιάν, franciául: Hugues Ier de Chypre/de Lusignan, ciprusi és jeruzsálemi királyi herceg, a második ciprusi király. Lusignan Szibilla örmény királyné féltestvére. A(z első) Lusignan-ház tagja.

## Élete

A Lusignan-ház ciprusi ágának címere

Édesapja Imre ciprusi király és jeruzsálemi király iure uxoris. Édesanyja Ibelin Eschiva ramlai úrnő. Apja révén féltestvére volt Lusignan Szibilla, I. Leó örmény király második felesége és I. Izabella örmény királynő anyja.
1205-ben apját követte a ciprusi trónon. 1210-ben összeházasodott mostohatestvérével, mostohaanyjának, apja második feleségének, I. Izabella jeruzsálemi királynőnek a harmadik házasságából származó lányával, Champagne-i Alizzal. Házasságukból három gyermek született. A Jeruzsálemi Királyságban érvényes trónöröklési rend szerint II. Izabella jeruzsálemi királynő halála esetén, aki ekkor a névleges uralkodó volt, hiszen csak  ötéves  volt, anyai nagynénjét, Hugó feleségét, Aliz királynét illette a jog a jeruzsálemi trónra.
II. András magyar király szentföldi hadjárata során 1217-ben megállt Cipruson, ahol csatlakozott hozzá I. Hugó is. II. András az édesanyja, Châtillon Anna antiochiai hercegnő révén közeli rokonságban állt a ciprusi királynéval, Alizzal, így a ciprusi királyi pár családtagként üdvözölte a magyar királyt. II. András II. Baldvin jeruzsálemi király ükunokája volt.
Hugó II. Andrással együtt érkezett a Jeruzsálemi Királyságba, ott megbetegedett, és 1218. január 10-én váratlanul elhunyt. II. András is megbetegedett, de felgyógyult. (A következő szöveg korabeli, XIX. századi helyesírással és nyelvhelyességgel íródott, így némileg eltér a mai változattól: „1217 közepén Palesztina felé vonult, szept. 8-án Cyprusba érkezett. A Libanon völgyében megmérgezett italt adtak neki; elővigyázóan előbb megizlelte; ettől megbetegedett.”) I. Hugót egyéves fia, I. Henrik követte a trónon Cipruson, aki anyja révén a Jeruzsálemi Királyság trónöröklési listáján a második helyen állt.

## Gyermekei
- Feleségétől, Champagne-i Aliz (1195/96–1247) jeruzsálemi királyi hercegnőtől, 3 gyermek:
  - Mária (1215 előtt–1251/53) ciprusi és jeruzsálemi királyi hercegnő, férje IV. (Brienne-i) Valter (1205 előtt–1244/47), Jaffa grófja,  III. (Brienne-i) Valter tarantói hercegnek és Hauteville-i Elvira szicíliai királyi hercegnőnek, I. Tankréd szicíliai király lányának a fia, 3 gyermek, akiket kizártak a ciprusi trónöröklésből 1267-ben
  - Izabella (1216 előtt–1264), ciprusi és jeruzsálemi királyi hercegnő, a Jeruzsálemi Királyság régense és trónörököse, férje Poitiers-i Henrik (–1276) antiochiai herceg, a Jeruzsálemi Királyság legfőbb bírája, 2 gyermek, többek között:
    - III. (Poitiers-i) Hugó (1240 előtt–1284) antiochiai herceg, ciprusi (1267) és jeruzsálemi király (1268), felvette a Lusignan családnevet (második Lusignan-ház (Lusignan-Poitiers-ház)), felesége Ibelin Izabella (1241–1324) bejrúti úrnő, 11 gyermek

  - Henrik (1217–1253), I. Henrik néven ciprusi király és a Jeruzsálemi Királyság régense, 1. felesége Aliz (1214/20–1233) montferrati őrgrófnő, I. (Montferrati) Mária jeruzsálemi királynő unokahúga, nem születtek gyermekei, 2. felesége Szaven-Pahlavuni Stefánia (1217–1249) barbaroni úrnő, I. Hetum örmény király nővére, nem születtek gyermekei, 3. felesége Poitiers-i Plaisance (1237/38–1261) antiochiai hercegnőtől, 1 fiú:
    - (3. házasságából): II. Hugó (1252–1267) ciprusi király, felesége Ibelin Izabella (1252 körül–1282/83) bejrúti úrnő, nem születtek gyermekei